# Hydronymie paléo-européenne
Pour un article plus général, voir Hydronymie.
Ne doit pas être confondu avec pré-indo-européen.
L'adjectif paléo-européen (en allemand alteuropäisch, en anglais Old European) est la version française du terme utilisé par le linguiste allemand Hans Krahe (1898-1965) pour désigner la langue correspondant à la plus ancienne couche d'hydronymie reconstituée en Europe centrale et occidentale. Ces hydronymes paléo-européens, prégermaniques et préceltiques, sont datés par Krahe du IIe millénaire av. J.-C.

## Exemples d'hydronymes paléo-européens

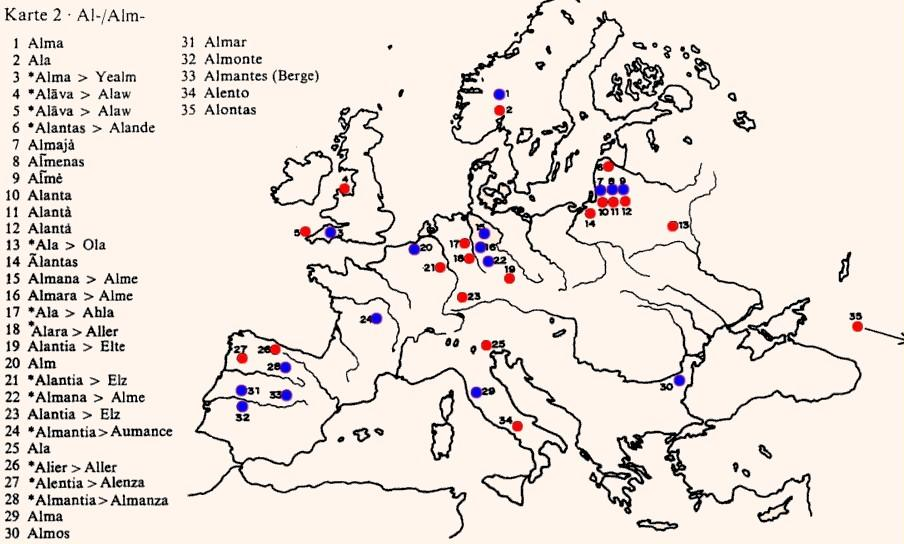
Carte hydronymique paléo-européenne pour la racine *al-/*alm-.

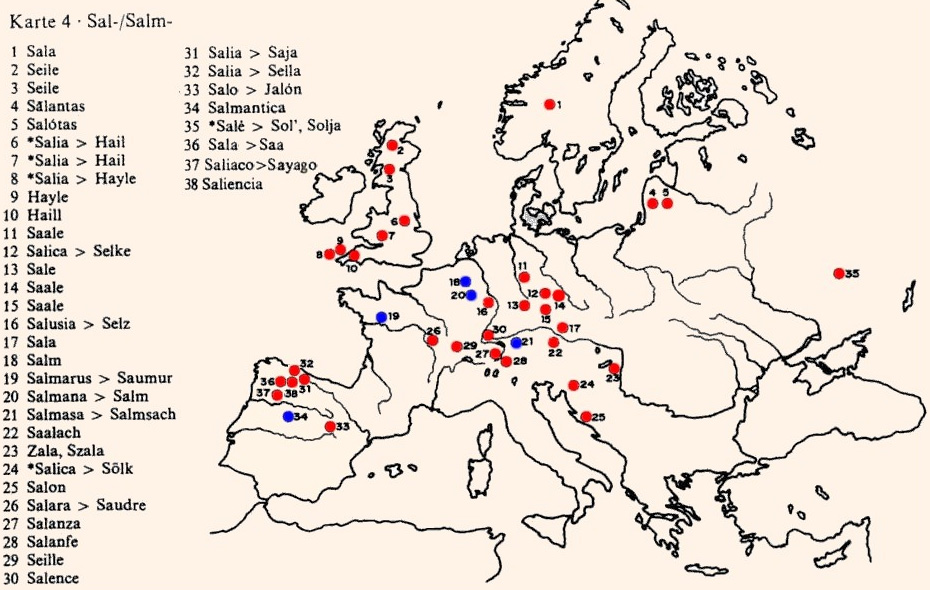
Carte hydronymique paléo-européenne pour la racine *sal-/*salm-.

Selon Krahe, on trouve de nombreux hydronymes formés sur les racines *al-/*alm- et *sal-/*salm- (voir les cartes ci-contre).
On peut aussi citer les hydronymes du type Isar (Isar, Isère, Yser…).

## Débats scientifiques concernant l'origine des hydronymes
Des hydronymes paléo-européens peuvent être trouvés dans la Baltique et la Scandinavie méridionale, en Europe centrale, en France, dans les îles Britanniques, et dans les péninsules ibérique et italienne. Cette zone est associée à l'expansion des dialectes indo-européens qui seront plus tard « occidentaux » : les groupes celtique, italique, germanique, balte et illyrien. Il est à noter que ces hydronymes sont absents des Balkans et de la Grèce, ainsi que des parties de l'Europe de l'Est associées au peuplement slave.
Selon Krahe, le noyau géographique de cette zone s'étend de la Baltique au plateau suisse et au Danube supérieur au nord des Alpes, en passant par la Pologne occidentale et l'Allemagne ; Krahe considère que les hydronymes paléo-européens de la France méridionale, de l'Italie et de l'Espagne ont été importés plus tard en remplacement de substrats « égéen-pélasgien » et ibère, ce qui correspond aux « invasions » des Italiques, Celtibères et Illyriens à partir d'environ 1300 av. J.-C.
Le linguiste allemand Wolfgang P. Schmid a proposé en 1968 que le « paléo-européen » de Krahe n'est autre que le proto-indo-européen, qui aurait donc été parlé en Europe centrale, et justifie cela par l'absence d'innovations communes significatives des langues en question. Cette thèse initiale fait l'objet de nombreux débats qui se répartissent en deux courants. un premier groupe de chercheurs estime qu'il existerait une survivance de groupes pré-indo-européens distincts. À cette théorie s'oppose un second groupe qui prône l'étude de variations à l'échelle de langues individualisées et contestant ainsi de fait toute existence d'un corpus paléo-européen.
Le linguiste allemand Theo Vennemann a suggéré que la langue des hydronymes paléo-européens était agglutinante et pré-indo-européenne ; cependant, cela s'oppose à l'idée plus couramment acceptée selon laquelle les hydronymes sont d'origine indo-européenne, et la théorie de Theo Vennemann a été qualifiée de « gravement défectueuse ». Ainsi, parmi les racines reconstruites par Vennemann, *iz- « eau » ne paraît pas pouvoir être identifiée à une racine originellement basque, et *drava-, *kara-, *pala- ou *vara- ne sont pas des racines proto-basques possibles (puisqu'en basque archaïque il n'y a pas de mots en dr- ou p-, v-, et k- est extrêmement restreint). En revanche, les nombreux hydronymes du type Isara ont été analysés avec pertinence par des spécialistes de l'indo-européen qui rejettent implicitement l'existence d'une racine *iz dans Isara. En effet, Isara à l'origine des hydronymes Yser, Isar, Isère, Oise, etc. signifierait « l'impétueuse, la rapide », car ce terme évoque immédiatement l'indo-européen *isərós [ish-rós] « impétueux, vif, vigoureux » que postulent les termes sanskrit isiráh, même sens, grec hieros « sacré », etc. et repose sur une racine indo-européenne *eis(ə)- et non pas paléo-européenne *iz. De même, l'idée d'une racine paléo-européenne *vara recouvre en fait la racine indo-européenne uōr- (base ur-) > *uār- « eau » postulée par le sanskrit var, vari « eau », le louvite war-, le vieux norois vari, etc. Cette racine a probablement existé en celtique comme en témoignent l'ethnonyme Trévires (Trēueri) et le vieil irlandais treóir « passage ou lieu de passage d'un cours d'eau », d'un celtique *trē-uori-.
Le philologue espagnol Francisco Villar Liébana a défendu en 1990 l'idée du paléo-européen préservé dans les hydronymes, et s'est limité à ce substrat hydronymique dans la péninsule ibérique en tant que nouvelle couche indo-européenne sans lien direct avec le lusitanien. Cependant, la notion de « paléo-européen » a été critiquée par Untermann en 1999 et De Hoz en 2001.

## Îles Britanniques et culture campaniforme
Étant donné que la culture campaniforme est le seul phénomène archéologique de toute la préhistoire ayant une étendue comparable à celle des noms de rivières de la moitié occidentale de l'Europe a conduit Peter Kitson à avancer que les populations de la culture campaniforme ont formé le vecteur de diffusion des noms de rivières « paléo-européen » alteuropäisch dans la plupart des pays d'Europe occidentale. Les fleuves dont la base est Arg- correspondraient exceptionnellement bien à cette distribution. Selon lui, le fait qu'il s'agisse d'une communauté parlant un seul langage peut être affirmé avec plus de confiance que dans la plupart des groupes identifiés par l'archéologie. L'une des données les plus solides semble être que le peuple britannique de culture campaniforme est originaire de la région Rhin-Elbe.
Kitson s'intéressant en particulier aux îles Britanniques montre en accord avec les travaux linguistiques classiques que les Celtes conservant la distinction originale entre certaines voyelles de l'indo-européen ne peuvent pas avoir été entièrement responsables de la diffusion des noms de rivières « paléo-européen » dans aucune région. Il semblerait qu'en Espagne, en Gaule, en Grande-Bretagne et en Italie, où les seuls premiers Indo-Européens historiquement connus étaient des locuteurs de langues non nivelantes (non-levelling languages), que ceux-ci aient été précédés par des locuteurs de langues nivelantes historiquement inconnus. Cette hypothèse, requise par la linguistique, trouverait un très bon corrélat archéologique avec les populations de la culture campaniforme.
Le fait que les prédécesseurs des Celtes aient été depuis si longtemps dans la majorité de la Grande-Bretagne des locuteurs de langues indo-européennes similaires expliquerait pourquoi il n'y a pas de survivance significative des noms de rivières reconnaissables comme non-indo-européens et pourquoi les rares candidats sérieux parmi les noms de lieux enregistrés à des étymologies non-indo-européennes semblent tous se trouver en Écosse. La constatation que les noms de rivières ont conservé leur phonologie nord-européenne non-celtique serait dû au fait que les Celtes eux-mêmes les ont pris comme noms, avec un sens dénotatif non complètement lexical.
Il est largement admis que les noms de lieux dans les Pays-Bas impliquent l'existence d'au moins un groupe de locuteurs indo-européens non attestés par le passé. Selon Kitson, il en va de même des noms en Espagne, un autre pays où les seuls premiers Indo-Européens attestés par le passé sont des locuteurs de langues celtiques. La comparaison des noms alteuropäisch espagnols avec les noms britanniques donne un aperçu de la gamme dialectale qui a dû caractériser le phénomène de la culture campaniforme. Chaque groupe partage avec le celtique historique une caractéristique qui manque à l'autre. Les noms espagnols comme le propre celtique maintiennent principalement l' o indo-européen. La caractéristique marquante est la disparition du p à l'initiale, perdu en celtique et par les locuteurs du « paléo-européen » en Grande-Bretagne.

## Structure des hydronymes
Les hydronymes paléo-européens sont composés d'une racine, d'un ou (plus rarement) deux suffixes dérivatifs, et d'une finale.
Les racines les plus courantes sont *al- (« couler, jaillir »), *alb- (« blanc »), *drav-, *kar-, *sal- et *var-.
D'autres racines étudiées par Javier de Hoz pour les rivières espagnoles sont *ab-, *au-, *dur-, *(e)is- (« rapide »), *ib-, *nar-, *nau-, *sar-/*sor (« couler, s'écouler »), *sauu-/*saua-, *tam-, *w(e)is-.
On trouve comme suffixes dérivatifs *-l-, *-m-, *-n-, *-r-, *-s-, *-st-, *-k, *-w- et *-y-.
La finale est le plus souvent *-a au nord des Alpes, et fréquemment aussi *-os dans les régions méditerranéennes.
Voir les cartes de cette page pour des exemples d'hydronymie paléo-européenne.